# Enantia
Enantia es un género de mariposas de la familia Pieridae, subfamilia Dismorphiinae. Las especies de este género y sus subespecies se distribuyen por varios países de América del Sur y América Central (México, Brasil, Bolivia, Ecuador, Venezuela, Perú, Guatemala,  Nicaragua, Antillas, Guyana, Guayana Francesa, Colombia, Uruguay, Trinidad y Panamá).

## Diversidad
Existen nueve especies reconocidas en el Neotrópico
- Enantia albania (H.W. Bates, 1864)
- Enantia aloikea Brévignon, 1993
- Enantia citrinella (C. Felder & R. Felder, 1861)
- Enantia clarissa (Weymer, 1895)
- Enantia jethys (Boisduval, 1836)
- Enantia limnorina (C. Felder & R. Felder, 1865)
- Enantia lina (Herbst, 1792)
- Enantia mazai (Llorente, 1984)
- Enantia mazai diazi
- Enantia melite (Linnaeus, 1763)

## Plantas hospederas
Las especies del género Enantia se alimentan de plantas de la familia Fabaceae.